# باولو غوميز
باولو غوميز (3 نوفمبر 1970 بلشبونة في البرتغال - ) هو لاعب كرة قدم برتغالي في مركز الوسط. لعب مع نادي بيلينينسش ونادي سوشو ونادي فيتوريا سيتوبال ونادي نيور ونادي واسكال وأمورا ‏.

## وصلات خارجية
- باولو غوميز على موقع قاعدة بيانات كرة القدم.إي يو (الإنجليزية)